# Чемпіонат України з футболу 1992—1993: вища ліга (склади команд)
У складах клубів подано гравців, які провели щонайменше 1 гру в вищій лізі сезону 1992/93. Прізвища, імена та по батькові футболістів подані згідно з офіційним сайтом ФФУ.

## «Буковина» (Чернівці)
Головний тренер: Олександр Павленко
| №            | Футболіст                        | Дата народження   | Країна   | Ігри     | Голи     |
| Воротарі     | Воротарі                         | Воротарі          | Воротарі | Воротарі | Воротарі |
| ------------ | -------------------------------- | ----------------- | -------- | -------- | -------- |
|              | Крапивкін Ігор Євгенійович       | 14 травня 1966    | Україна  | 14       | 22п      |
|              | Куниця Віталій Вікторович        | 1 листопада 1968  | Україна  | 3        | 4п       |
|              | Циткін Володимир Борисович       | 1 серпня 1966     | Україна  | 13       | 6п       |
| Захисники    |                                  |                   |          |          |          |
|              | Войтюк Олександр Ростиславович   | 5 січня 1965      | Україна  | 13       | 0        |
|              | Марков Віталій Олександрович     | 8 січня 1968      | Росія    | 28       | 0        |
|              | Мустафаєв Асан Сеферович         | 11 травня 1965    | Україна  | 14       | 0        |
|              | Олійник Віктор Борисович         | 30 серпня 1960    | Україна  | 4        | 1        |
|              | Павлов Володимир Вікторович      | 20 березня 1973   | Україна  | 13       | 0        |
|              | Руснак Іван Іванович             | 12 жовтня 1966    | Україна  | 29       | 0        |
|              | Соботюк Сергій Анатолійович      | 12 листопада 1963 | Україна  | 28       | 0        |
|              | Шпірнов Роман Вікторович         | 20 березня 1973   | Україна  | 13       | 0        |
| Півзахисники |                                  |                   |          |          |          |
|              | Алістаров Валерій Михайлович     | 28 листопада 1957 | Україна  | 15       | 3        |
|              | Бідулько Дмитро Васильович       | 7 лютого 1967     | Україна  | 16       | 0        |
|              | Бондарчук Василь Васильович      | 12 січня 1965     | Україна  | 30       | 5        |
|              | Бубісь Іван Антонович            | 17 січня 1965     | Україна  | 10       | 1        |
|              | Будник Віктор Миколайович        | 3 листопада 1960  | Україна  | 8        | 0        |
|              | Гайдамащук Володимир Пилипович   | 11 червня 1971    | Молдова  | 8        | 0        |
|              | Задорожняк Василь Григорович     | 22 березня 1962   | Україна  | 8        | 2        |
|              | Іванов Олександр Анатолійович    | 17 серпня 1973    | Україна  | 1        | 0        |
|              | Марчак Мирослав Петрович         | 4 січня 1969      | Україна  | 15       | 0        |
|              | Федоров Леонід Володимирович     | 28 січня 1963     | Україна  | 29       | 4        |
| Нападники    |                                  |                   |          |          |          |
|              | Ірічук Павло Васильович          | 1 лютого 1970     | Україна  | 27       | 4        |
|              | Лаба Роман Романович             | 30 листопада 1966 | Україна  | 24       | 0        |
|              | Луців Андрій Михайлович          | 8 квітня 1974     | Україна  | 1        | 0        |
|              | Любинецький Сергій Святославович | 25 січня 1970     | Україна  | 12       | 0        |
|              | Фінкель Борис Аркадійович        | 2 лютого 1968     | Україна  | 28       | 7        |

## «Верес» (Рівне)
Головні тренери: Віктор Носов (9 матчів), Василь Курилов (6 матчів), Михайло Дунець (15 матчів)
| №            | Футболіст                        | Дата народження   | Країна   | Ігри     | Голи     |
| Воротарі     | Воротарі                         | Воротарі          | Воротарі | Воротарі | Воротарі |
| ------------ | -------------------------------- | ----------------- | -------- | -------- | -------- |
|              | Долганський Сергій Миколайович   | 15 вересня 1974   | Україна  | 14       | 24п      |
|              | Орінко Олександр Миколайович     | 16 грудня 1958    | Литва    | 1        | 1п       |
|              | Сирота Святослав Анатолійович    | 1 жовтня 1970     | Україна  | 15       | 17п      |
| Захисники    |                                  |                   |          |          |          |
|              | Ільїн Олексій Вікторович         | 1 травня 1968     | Україна  | 12       | 1        |
|              | Квіткаускас Гінтарас Вікторович  | 3 січня 1967      | Литва    | 5        | 0        |
|              | Книш Володимир Миколайович       | 7 березня 1970    | Україна  | 3        | 0        |
|              | Корнєєв Дмитро Анатолійович      | 4 вересня 1967    | Україна  | 4        | 0        |
|              | Ланцфер Ярослав Йосипович        | 28 жовтня 1966    | Україна  | 13       | 0        |
|              | Мороз Юрій Леонтійович           | 8 серпня 1970     | Україна  | 13       | 4        |
|              | Новак Володимир Петрович         | 1 березня 1963    | Україна  | 29       | 0        |
|              | Петров Олег Львович              | 29 травня 1968    | Росія    | 12       | 0        |
|              | Покідько Ігор Романович          | 15 лютого 1965    | Україна  | 14       | 0        |
|              | Родньонок Павло Петрович         | 30 липня 1964     | Білорусь | 14       | 0        |
|              | Ролевич Олександр Георгійович    | 16 березня 1965   | Україна  | 12       | 0        |
|              | Сапронов Сергій Валентинович     | 21 жовтня 1961    | Україна  | 6        | 0        |
|              | Синицький Олег Васильович        | 29 квітня 1968    | Україна  | 7        | 0        |
|              | Червоний Олександр Володимирович | 1 вересня 1961    | Україна  | 15       | 1        |
| Півзахисники |                                  |                   |          |          |          |
|              | Кабанець Ігор Леонідович         | 7 травня 1964     | Україна  | 17       | 0        |
|              | Каліщук Микола Володимирович     | 26 листопада 1967 | Україна  | 10       | 2        |
|              | Кучер Олег Миколайович           | 17 листопада 1971 | Україна  | 26       | 1        |
|              | Лень Юрій Олександрович          | 30 квітня 1965    | Україна  | 12       | 1        |
|              | Свистунов Олександр Вікторович   | 30 серпня 1973    | Україна  | 28       | 2        |
|              | Філімонов Денис Володимирович    | 4 січня 1971      | Україна  | 5        | 0        |
|              | Черних Геннадій Володимирович    | 24 січня 1961     | Україна  | 26       | 2        |
| Нападники    |                                  |                   |          |          |          |
|              | Гуринович Ігор Миколайович       | 5 березня 1960    | Білорусь | 14       | 2        |
|              | Мєхов Олег Іванович              | 2 червня 1966     | Росія    | 14       | 1        |
|              | Паляниця Олександр Віталійович   | 29 лютого 1972    | Україна  | 5        | 1        |
|              | Самардак Богдан Миколайович      | 25 березня 1963   | Україна  | 15       | 3        |
|              | Снігірьов Олексій Анатолійович   | 19 січня 1968     | Росія    | 13       | 6        |
|              | Яворський Ігор Петрович          | 9 червня 1959     | Україна  | 14       | 2        |

## «Волинь» (Луцьк)
Головний тренер: Роман Покора
| №            | Футболіст                          | Дата народження   | Країна   | Ігри     | Голи     |
| Воротарі     | Воротарі                           | Воротарі          | Воротарі | Воротарі | Воротарі |
| ------------ | ---------------------------------- | ----------------- | -------- | -------- | -------- |
|              | Байсарович Андрій Володимирович    | 16 березня 1969   | Україна  | 1        | 1п       |
|              | Бурч Михайло Васильович            | 15 квітня 1960    | Україна  | 3        | 1, 7п    |
|              | Марчук Володимир Володимирович     | 21 березня 1967   | Україна  | 27       | 44п      |
| Захисники    |                                    |                   |          |          |          |
|              | Антонюк Володимир Георгійович      | 16 грудня 1958    | Україна  | 29       | 0        |
|              | Бенько Олег Іванович               | 21 жовтня 1969    | Україна  | 11       | 1, 2п    |
|              | Гащин Володимир Володимирович      | 2 січня 1972      | Україна  | 25       | 8        |
|              | Круковець Сергій Михайлович        | 1 липня 1973      | Україна  | 9        | 0        |
|              | Курліковський Володимир Михайлович | 15 серпня 1970    | Україна  | 2        | 0        |
|              | Поліщук Анатолій Олегович          | 26 листопада 1967 | Україна  | 14       | 0        |
|              | Польний Іван Броніславович         | 18 серпня 1961    | Україна  | 26       | 0        |
|              | Сарнавський Ігор Григорович        | 1 лютого 1968     | Україна  | 18       | 2        |
|              | Синицький Олег Васильович          | 29 квітня 1968    | Україна  | 10       | 0        |
|              | Федюков Олег Іванович              | 13 грудня 1963    | Україна  | 29       | 0        |
| Півзахисники |                                    |                   |          |          |          |
|              | Богунов Сергій Анатолійович        | 1 серпня 1973     | Україна  | 18       | 0        |
|              | Вовчук Любомир Євгенович           | 26 серпня 1969    | Україна  | 28       | 1        |
|              | Зуб Роман Іванович                 | 16 лютого 1967    | Україна  | 8        | 1        |
|              | Кірепко Анатолій Павлович          | 12 листопада 1973 | Україна  | 3        | 0        |
|              | Коробов Андрій Юрійович            | 27 листопада 1969 | Україна  | 3        | 0        |
|              | Коротаєв Андрій Олексійович        | 22 січня 1963     | Україна  | 6        | 0        |
|              | Маланій Руслан Миколайович         | 29 жовтня 1971    | Україна  | 2        | 0        |
|              | Нікітін Руслан Анатолійович        | 27 листопада 1972 | Україна  | 10       | 0        |
|              | Сартаков Ігор Анатолійович         | 2 січня 1965      | Росія    | 4        | 0        |
|              | Слука Микола Васильович            | 24 жовтня 1964    | Україна  | 2        | 0        |
|              | Федецький Андрій Стефанович        | 5 серпня 1958     | Україна  | 29       | 5        |
| Нападники    |                                    |                   |          |          |          |
|              | Борисевич Володимир Миколайович    | 3 листопада 1969  | Україна  | 1        | 0        |
|              | Говоруха Сергій Олександрович      | 20 липня 1967     | Латвія   | 6        | 0        |
|              | Дикий Володимир Петрович           | 15 лютого 1962    | Україна  | 27       | 9        |
|              | Мозолюк Володимир Данилович        | 28 січня 1964     | Україна  | 29       | 6        |
|              | Пилипенко Василь Володимирович     | 1 липня 1970      | Україна  | 11       | 0        |
|              | Тібілов Гоча Казбекович            | 16 серпня 1966    | Україна  | 3        | 3        |
|              | Філонюк Павло Олександрович        | 12 лютого 1963    | Україна  | 3        | 0        |

## «Динамо» (Київ)
Головні тренери: Анатолій Пузач (13 матчів), Йожеф Сабо (2 матчі), Михайло Фоменко (15 матчів)
| №            | Футболіст                          | Дата народження | Країна   | Ігри     | Голи     |
| Воротарі     | Воротарі                           | Воротарі        | Воротарі | Воротарі | Воротарі |
| ------------ | ---------------------------------- | --------------- | -------- | -------- | -------- |
|              | Кутєпов Ігор Миколайович           | 17 грудня 1965  | Україна  | 19       | 8п       |
|              | Мартінкенас Вальдемарас Адольфович | 3 жовтня 1965   | Литва    | 12       | 6п       |
| Захисники    |                                    |                 |          |          |          |
|              | Алексаненков Андрій Миколайович    | 27 березня 1969 | Росія    | 8        | 0        |
|              | Безсмертний Анатолій Петрович      | 21 січня 1969   | Україна  | 9        | 0        |
|              | Дем'яненко Анатолій Васильович     | 19 лютого 1959  | Україна  | 14       | 1        |
|              | Заєць Сергій Анатолійович          | 18 серпня 1969  | Україна  | 11       | 1        |
|              | Зуєнко Микола Миколайович          | 11 жовтня 1972  | Україна  | 8        | 0        |
|              | Лужний Олег Романович              | 5 серпня 1968   | Україна  | 26       | 3        |
|              | Мороз Юрій Леонтійович             | 8 серпня 1970   | Україна  | 2        | 0        |
|              | Пономаренко Віталій Миколайович    | 23 січня 1969   | Україна  | 15       | 0        |
|              | Сукіасян Ерванд Гарсеванович       | 20 січня 1967   | Вірменія | 3        | 0        |
|              | Хруслов Вячеслав Михайлович        | 18 березня 1962 | Україна  | 11       | 1        |
|              | Цвейба Ахрік Сократович            | 10 вересня 1966 | Росія    | 12       | 0        |
|              | Шматоваленко Сергій Сергійович     | 29 січня 1967   | Україна  | 22       | 1        |
| Півзахисники |                                    |                 |          |          |          |
|              | Анненков Андрій Михайлович         | 21 січня 1969   | Україна  | 21       | 2        |
|              | Беца Степан Степанович             | 29 квітня 1970  | Україна  | 8        | 0        |
|              | Бєлкін Віктор Володимирович        | 25 лютого 1973  | Україна  | 2        | 0        |
|              | Волотек Олег Вікторович            | 15 серпня 1967  | Україна  | 2        | 0        |
|              | Гріцина Юрій Васильович            | 15 червня 1971  | Україна  | 20       | 2        |
|              | Ковалець Сергій Іванович           | 5 вересня 1968  | Україна  | 27       | 1        |
|              | Мізін Сергій Григорович            | 25 вересня 1972 | Україна  | 16       | 5        |
|              | Панкратьев Ігор Панкратійович      | 9 серпня 1964   | Литва    | 9        | 2        |
|              | Топчієв Дмитро Миколайович         | 25 вересня 1966 | Україна  | 14       | 7        |
|              | Шаран Володимир Богданович         | 18 вересня 1971 | Україна  | 16       | 1        |
|              | Шкапенко Павло Леонідович          | 16 грудня 1972  | Україна  | 27       | 8        |
|              | Яковенко Павло Олександрович       | 19 грудня 1964  | Україна  | 9        | 1        |
| Нападники    |                                    |                 |          |          |          |
|              | Зав'ялов Андрій Олександрович      | 2 січня 1971    | Україна  | 5        | 1        |
|              | Леоненко Віктор Євгенович          | 5 жовтня 1969   | Україна  | 27       | 16       |
|              | Мінтенко Віталій Георгійович       | 29 жовтня 1972  | Україна  | 10       | 1        |
|              | Ребров Сергій Станіславович        | 3 червня 1974   | Україна  | 23       | 5        |

## «Дніпро» (Дніпропетровськ)
Головний тренер: Микола Павлов
| №            | Футболіст                          | Дата народження   | Країна   | Ігри     | Голи     |
| Воротарі     | Воротарі                           | Воротарі          | Воротарі | Воротарі | Воротарі |
| ------------ | ---------------------------------- | ----------------- | -------- | -------- | -------- |
|              | Городов Валерій Васильович         | 14 лютого 1961    | Україна  | 10       | 8п       |
|              | Медін Микола Олександрович         | 4 травня 1972     | Україна  | 19       | 10п      |
|              | Моісеєв Ігор Олександрович         | 16 травня 1964    | Україна  | 1        | 1п       |
|              | Чистов Анатолій Володимирович      | 27 травня 1962    | Україна  | 1        | 1п       |
| Захисники    |                                    |                   |          |          |          |
|              | Беженар Сергій Миколайович         | 9 серпня 1970     | Україна  | 28       | 6        |
|              | Дем'яненко Дмитро Володимирович    | 11 червня 1969    | Україна  | 2        | 0        |
|              | Дірявка Сергій Георгійович         | 18 квітня 1971    | Україна  | 25       | 2        |
|              | Мамчур Сергій Миколайович          | 3 лютого 1972     | Україна  | 3        | 0        |
|              | Сасько Олексій Вікторович          | 17 жовтня 1970    | Україна  | 2        | 0        |
|              | Чухлєба Олег Миколайович           | 5 листопада 1967  | Україна  | 22       | 0        |
|              | Юдін Андрій Вікторович             | 28 червня 1967    | Росія    | 16       | 0        |
|              | Яковенко Дмитро Олександрович      | 6 травня 1971     | Україна  | 24       | 1        |
|              | Яровенко Євген Вікторович          | 17 серпня 1962    | Україна  | 3        | 0        |
| Півзахисники |                                    |                   |          |          |          |
|              | Багмут Володимир Миколайович       | 21 лютого 1962    | Україна  | 5        | 0        |
|              | Захаров Олександр Вікторович       | 11 серпня 1969    | Україна  | 24       | 1        |
|              | Максимов Юрій Вільйович            | 8 грудня 1968     | Україна  | 26       | 5        |
|              | Михайленко Дмитро Станіславович    | 13 липня 1973     | Україна  | 19       | 3        |
|              | Павлюченко Костянтин Володимирович | 11 січня 1971     | Україна  | 22       | 0        |
|              | Полунін Андрій Вікторович          | 5 березня 1971    | Україна  | 29       | 6        |
|              | Похлебаєв Євген Васильович         | 25 листопада 1971 | Україна  | 28       | 4        |
| Нападники    |                                    |                   |          |          |          |
|              | Думенко Сергій Валерійович         | 25 лютого 1968    | Україна  | 21       | 4        |
|              | Коновалов Сергій Борисович         | 1 березня 1972    | Україна  | 29       | 8        |
|              | Мороз Геннадій Григорович          | 27 березня 1975   | Україна  | 24       | 7        |
|              | Москвін Валентин Артурович         | 8 січня 1968      | Україна  | 25       | 3        |
|              | Паляниця Олександр Віталійович     | 29 лютого 1972    | Україна  | 4        | 1        |
|              | Тєгаєв Олександр Вячеславович      | 5 вересня 1975    | Україна  | 1        | 0        |
|              | Філімонов Денис Володимирович      | 4 січня 1971      | Україна  | 15       | 5        |

## «Зоря-МАЛС» (Луганськ)
Головні тренери: Анатолій Куксов (29 матчів), Анатолій Шакун (1 матч)
| №            | Футболіст                        | Дата народження   | Країна    | Ігри     | Голи     |
| Воротарі     | Воротарі                         | Воротарі          | Воротарі  | Воротарі | Воротарі |
| ------------ | -------------------------------- | ----------------- | --------- | -------- | -------- |
|              | Нікітін Андрій Дмитрович         | 8 січня 1972      | Україна   | 29       | 42п      |
|              | Серченко Валерій Анатолійович    | 15 серпня 1968    | Україна   | 2        | 4п       |
| Захисники    |                                  |                   |           |          |          |
|              | Александров Вадим Олексійович    | 21 травня 1969    | Росія     | 17       | 0        |
|              | Бєдний Володимир Анатолійович    | 6 вересня 1968    | Україна   | 13       | 1        |
|              | Літвінов Геннадій Юрійович       | 9 січня 1964      | Україна   | 28       | 0        |
|              | Мазур Василь Миколайович         | 23 травня 1970    | Україна   | 30       | 0        |
|              | Микитін Володимир Богданович     | 28 квітня 1970    | Україна   | 29       | 1        |
|              | Мірошкін Сергій Миколайович      | 24 червня 1968    | Білорусь  | 8        | 0        |
|              | Різун Микола Леонідович          | 8 лютого 1974     | Україна   | 8        | 0        |
|              | Фокін Ігор Петрович              | 6 грудня 1965     | Україна   | 29       | 0        |
| Півзахисники |                                  |                   |           |          |          |
|              | Андрощук Олександр Анатолійович  | 21 вересня 1969   | Україна   | 7        | 0        |
|              | Кара-Мустафа Дмитро Олексійович  | 30 жовтня 1972    | Україна   | 6        | 0        |
|              | Коробченко Олексій Юрійович      | 28 березня 1972   | Росія     | 29       | 1        |
|              | Курбатський Дмитро Володимирович | 17 січня 1971     | Україна   | 10       | 0        |
|              | Мазур Сергій Миколайович         | 23 травня 1970    | Україна   | 3        | 0        |
|              | Патронов Віталій Петрович        | 12 серпня 1973    | Україна   | 1        | 0        |
|              | Поведьонок Анатолій Геннадійович | 11 червня 1969    | Казахстан | 13       | 0        |
|              | Самойлов Олег Володимирович      | 1 травня 1967     | Казахстан | 3        | 0        |
|              | Степанищев Ігор Валентинович     | 21 січня 1962     | Казахстан | 6        | 1        |
|              | Шаріпов Геннадій Михайлович      | 12 травня 1968    | Росія     | 6        | 0        |
| Нападники    |                                  |                   |           |          |          |
|              | Авдеєнко Юрій Петрович           | 24 листопада 1962 | Україна   | 9        | 0        |
|              | Гусейнов Тімєрлан Рустамович     | 24 січня 1968     | Україна   | 27       | 8        |
|              | Колесников Юрій Васильович       | 11 березня 1956   | Україна   | 4        | 0        |
|              | Махонін Віталій Володимирович    | 18 грудня 1975    | Україна   | 13       | 1        |
|              | Мірошниченко Роман Іванович      | 25 березня 1973   | Україна   | 6        | 0        |
|              | Севідов Олександр Володимирович  | 18 липня 1969     | Україна   | 29       | 7        |
|              | Тамбовцев Олександр Анатолійович | 19 серпня 1972    | Україна   | 1        | 0        |
|              | Фурсов Володимир Володимирович   | 3 січня 1970      | Україна   | 21       | 6        |

## «Карпати» (Львів)
Головний тренер: Мирон Маркевич
| №            | Футболіст                        | Дата народження   | Країна   | Ігри     | Голи     |
| Воротарі     | Воротарі                         | Воротарі          | Воротарі | Воротарі | Воротарі |
| ------------ | -------------------------------- | ----------------- | -------- | -------- | -------- |
|              | Жилкін Геннадій Володимирович    | 3 серпня 1969     | Україна  | 1        | 2п       |
|              | Стронціцький Богдан Едуардович   | 13 січня 1968     | Україна  | 23       | 22п      |
|              | Чабан Сергій Федорович           | 31 серпня 1960    | Україна  | 7        | 14п      |
| Захисники    |                                  |                   |          |          |          |
|              | Бенько Олег Іванович             | 21 жовтня 1969    | Україна  | 13       | 0        |
|              | Бойчишин Олег Іванович           | 12 серпня 1973    | Україна  | 8        | 1        |
|              | Каліщук Микола Володимирович     | 26 листопада 1967 | Україна  | 9        | 1        |
|              | Мокрицький Юрій Ярославович      | 16 жовтня 1970    | Україна  | 29       | 0        |
|              | Павлюх Іван Богданович           | 12 серпня 1976    | Україна  | 6        | 0        |
|              | Романишин Сергій Володимирович   | 3 вересня 1975    | Україна  | 19       | 0        |
|              | Сапуга Андрій Михайлович         | 4 жовтня 1976     | Україна  | 2        | 0        |
|              | Сич Микола Анатолійович          | 7 лютого 1971     | Україна  | 6        | 0        |
|              | Чижевський Олександр Арсенійович | 27 травня 1971    | Україна  | 26       | 1        |
|              | Шулятицький Юрій Юрій-Йосипович  | 11 серпня 1970    | Україна  | 2        | 0        |
| Півзахисники |                                  |                   |          |          |          |
|              | Гузенко Андрій Леонідович        | 19 лютого 1973    | Україна  | 9        | 0        |
|              | Ковалюк Володимир Васильович     | 3 березня 1972    | Україна  | 13       | 0        |
|              | Лапко Микола Романович           | 11 жовтня 1976    | Україна  | 3        | 0        |
|              | Леськів Василь Іванович          | 20 грудня 1963    | Україна  | 29       | 2        |
|              | Мазур Дмитро Анатолійович        | 17 березня 1967   | Україна  | 25       | 4        |
|              | Ошийко Василь Любомирович        | 13 січня 1973     | Україна  | 4        | 0        |
|              | Петрик Анатолій Степанович       | 7 грудня 1963     | Україна  | 6        | 1        |
|              | Рафальчук Віктор Казимирович     | 30 травня 1962    | Україна  | 5        | 1        |
|              | Різник Володимир Йосипович       | 15 лютого 1966    | Україна  | 18       | 1        |
|              | Слука Микола Васильович          | 24 жовтня 1964    | Україна  | 3        | 0        |
|              | Стельмах Михайло Андрійович      | 29 квітня 1966    | Україна  | 25       | 0        |
|              | Толочко Роман Любомирович        | 11 грудня 1968    | Україна  | 10       | 0        |
|              | Топчієв Дмитро Миколайович       | 25 вересня 1966   | Україна  | 15       | 1        |
| Нападники    |                                  |                   |          |          |          |
|              | Гарас Олег Зіновійович           | 5 грудня 1976     | Україна  | 1        | 0        |
|              | Гусін Андрій Леонідович          | 11 грудня 1972    | Україна  | 17       | 4        |
|              | Забранський Руслан Михайлович    | 10 березня 1971   | Україна  | 3        | 0        |
|              | Кардаш Василь Ярославович        | 14 січня 1973     | Україна  | 14       | 4        |
|              | Козак Ярослав Миколайович        | 12 квітня 1967    | Україна  | 12       | 4        |
|              | Плотко Ігор Володимирович        | 9 червня 1966     | Україна  | 28       | 7        |
|              | Покладок Андрій Ярославович      | 21 червня 1971    | Україна  | 21       | 5        |

## «Кремінь» (Кременчук)
Головний тренер: Борис Стрєльцов
| №            | Футболіст                        | Дата народження   | Країна     | Ігри     | Голи     |
| Воротарі     | Воротарі                         | Воротарі          | Воротарі   | Воротарі | Воротарі |
| ------------ | -------------------------------- | ----------------- | ---------- | -------- | -------- |
|              | Дудка Валерій Олександрович      | 1 жовтня 1964     | Україна    | 4        | 9п       |
|              | Золотницький Сергій Юрійович     | 9 січня 1962      | Україна    | 5        | 7п       |
|              | Сіротін Павло Анатолійович       | 29 вересня 1967   | Киргизстан | 19       | 23п      |
|              | Чумак Юрій Олександрович         | 8 квітня 1962     | Україна    | 1        | 1п       |
| Захисники    |                                  |                   |            |          |          |
|              | Золотницький Євгеній Олексійович | 2 березня 1961    | Україна    | 22       | 0        |
|              | Корзанов Олександр Іванович      | 2 січня 1966      | Киргизстан | 5        | 0        |
|              | Леженцев Сергій Борисович        | 4 серпня 1971     | Україна    | 26       | 0        |
|              | Лукаш Сергій Митрофанович        | 28 вересня 1963   | Україна    | 25       | 1        |
|              | Лупинос Сергій Вікторович        | 8 січня 1968      | Україна    | 2        | 0        |
|              | Макогон Ігор Васильович          | 24 листопада 1969 | Україна    | 12       | 0        |
|              | Махиня Юрій Олександрович        | 1 січня 1961      | Україна    | 28       | 0        |
|              | Поляков Олександр Федорович      | 25 січня 1965     | Україна    | 7        | 0        |
|              | Сушка Ігор Володимирович         | 4 вересня 1969    | Україна    | 21       | 0        |
|              | Троїцький Сергій Геннадійович    | 14 листопада 1961 | Росія      | 13       | 0        |
|              | Шевченко Сергій Миколайович      | 22 серпня 1960    | Україна    | 4        | 0        |
|              | Яловський Віктор Михайлович      | 1 серпня 1965     | Україна    | 5        | 0        |
| Півзахисники |                                  |                   |            |          |          |
|              | Алістаров Валерій Михайлович     | 28 листопада 1957 | Україна    | 12       | 0        |
|              | Бобиляк Ярослав Іванович         | 15 вересня 1961   | Україна    | 12       | 0        |
|              | Гуменюк Ігор Іванович            | 24 вересня 1969   | Україна    | 11       | 1        |
|              | Данилишин Віктор Богданович      | 17 січня 1965     | Україна    | 16       | 3        |
|              | Жабченко Ігор Валентинович       | 1 липня 1968      | Україна    | 26       | 5        |
|              | Коновальчук Володимир Дмитрович  | 23 листопада 1965 | Україна    | 27       | 0        |
|              | Крячик Євген Олександрович       | 9 вересня 1969    | Україна    | 15       | 2        |
|              | Лактіонов Сергій Володимирович   | 3 жовтня 1967     | Україна    | 13       | 0        |
|              | Лень Юрій Олександрович          | 30 квітня 1965    | Україна    | 9        | 0        |
|              | Марченко Андрій Вікторович       | 4 жовтня 1968     | Україна    | 13       | 0        |
|              | Шох Антон Рохусович              | 7 січня 1960      | Україна    | 2        | 0        |
|              | Янковський Олександр Леонідович  | 10 листопада 1969 | Україна    | 23       | 4        |
| Нападники    |                                  |                   |            |          |          |
|              | Єсипов Олександр Геннадійович    | 14 вересня 1965   | Україна    | 4        | 0        |
|              | Мурадян Сергій Вардкесович       | 20 липня 1960     | Україна    | 5        | 0        |
|              | Софілканич Валерій Михайлович    | 10 лютого 1964    | Україна    | 5        | 0        |
|              | Федьков Андрій Юрійович          | 4 липня 1971      | Україна    | 15       | 6        |

## «Кривбас» (Кривий Ріг)
Головні тренери: Володимир Стрижевський (5 матчів), Валентин Лактіонов (12 матчів), Ігор Надєїн (13 матчів)
| №            | Футболіст                        | Дата народження | Країна      | Ігри     | Голи     |
| Воротарі     | Воротарі                         | Воротарі        | Воротарі    | Воротарі | Воротарі |
| ------------ | -------------------------------- | --------------- | ----------- | -------- | -------- |
|              | Воробйов Валерій Олександрович   | 14 січня 1970   | Україна     | 20       | 25п      |
|              | Жаббаров Анвар                   | 20 липня 1963   | Узбекистан  | 1        | 1п       |
|              | Чистов Анатолій Володимирович    | 27 травня 1962  | Україна     | 10       | 14п      |
| Захисники    |                                  |                 |             |          |          |
|              | Андрющенко Анатолій Анатолійович | 5 січня 1975    | Україна     | 9        | 0        |
|              | Буц Петро Миколайович            | 2 липня 1966    | Україна     | 9        | 0        |
|              | Книш Володимир Миколайович       | 7 березня 1970  | Україна     | 13       | 0        |
|              | Козар Геннадій Васильович        | 23 вересня 1971 | Україна     | 27       | 0        |
|              | Мазур Сергій Миколайович         | 23 травня 1970  | Україна     | 6        | 0        |
|              | Носенко Владислав Валерійович    | 6 грудня 1970   | Азербайджан | 4        | 0        |
|              | Ролевич Олександр Георгійович    | 16 березня 1965 | Україна     | 13       | 0        |
|              | Сисоєв Євген Васильович          | 27 травня 1968  | Казахстан   | 13       | 0        |
|              | Соловйов Сергій Миколайович      | 7 березня 1971  | Україна     | 12       | 0        |
|              | Трегубов Віктор Васильович       | 24 березня 1958 | Україна     | 3        | 0        |
|              | Швирков Борис Євгенович          | 3 вересня 1970  | Казахстан   | 15       | 0        |
| Півзахисники |                                  |                 |             |          |          |
|              | Бендер Павло Якович              | 17 березня 1974 | Україна     | 1        | 0        |
|              | Ваганов Андрій Геннадійович      | 25 жовтня 1968  | Казахстан   | 3        | 0        |
|              | Гринь Володимир Дмитрович        | 25 грудня 1971  | Україна     | 12       | 0        |
|              | Куриленко Олексій Вікторович     | 29 серпня 1972  | Україна     | 28       | 0        |
|              | Лютий Владислав Олексійович      | 25 серпня 1970  | Україна     | 27       | 4        |
|              | Мартинюк Володимир Володимирович | 27 серпня 1968  | Україна     | 1        | 0        |
|              | Пантілов Віталій Олексійович     | 18 серпня 1970  | Україна     | 24       | 1        |
|              | Шульга Владислав Іванович        | 21 вересня 1971 | Україна     | 21       | 1        |
| Нападники    |                                  |                 |             |          |          |
|              | Громов Віктор Олексійович        | 3 лютого 1965   | Україна     | 30       | 1        |
|              | Литвиненко Ігор Миколайович      | 13 жовтня 1968  | Україна     | 27       | 2        |
|              | Ніченко Ігор Григорович          | 18 квітня 1971  | Україна     | 29       | 12       |
|              | Паляниця Олександр Віталійович   | 29 лютого 1972  | Україна     | 3        | 0        |
|              | Попович Геннадій Іванович        | 9 лютого 1973   | Україна     | 20       | 1        |

## «Металіст» (Харків)
Головні тренери: Леонід Ткаченко (15 матчів), Віктор Арістов (12 матчів), Сергій Доценко (3 матчі)
| №            | Футболіст                      | Дата народження | Країна   | Ігри     | Голи     |
| Воротарі     | Воротарі                       | Воротарі        | Воротарі | Воротарі | Воротарі |
| ------------ | ------------------------------ | --------------- | -------- | -------- | -------- |
|              | Долганський Сергій Миколайович | 15 вересня 1974 | Україна  | 3        | 6п       |
|              | Помазун Олександр Васильович   | 11 жовтня 1971  | Україна  | 27       | 28п      |
| Захисники    |                                |                 |          |          |          |
|              | Боровик Олександр Іванович     | 5 лютого 1969   | Україна  | 10       | 0        |
|              | Касторний Олег Вікторович      | 29 серпня 1970  | Україна  | 27       | 0        |
|              | Мустафаєв Асан Сеферович       | 11 травня 1965  | Україна  | 14       | 0        |
|              | Панчик Валерій Станіславович   | 10 липня 1963   | Україна  | 11       | 0        |
|              | Панчишин Іван Миколайович      | 15 червня 1961  | Україна  | 28       | 2        |
|              | Пець Роман Васильович          | 21 червня 1969  | Україна  | 27       | 0        |
|              | Чирва Олексій Володимирович    | 11 лютого 1972  | Україна  | 3        | 0        |
| Півзахисники |                                |                 |          |          |          |
|              | Єсипов Олександр Геннадійович  | 14 вересня 1965 | Україна  | 1        | 0        |
|              | Іллюхін Андрій Миколайович     | 13 серпня 1972  | Україна  | 9        | 0        |
|              | Кандауров Сергій Вікторович    | 2 грудня 1972   | Україна  | 23       | 6        |
|              | Миколаєнко Юрій Петрович       | 28 вересня 1965 | Україна  | 9        | 0        |
|              | Назаров Євгеній Миколайович    | 23 січня 1972   | Україна  | 18       | 1        |
|              | Прудіус Владислав Миколайович  | 22 червня 1973  | Україна  | 19       | 3        |
|              | Харя Георгій Георгійович       | 3 лютого 1966   | Україна  | 7        | 0        |
|              | Хомуха Дмитро Іванович         | 23 серпня 1969  | Україна  | 29       | 2        |
|              | Чупрін Дмитро Олександрович    | 25 вересня 1971 | Україна  | 1        | 0        |
|              | Шинкарьов Андрій Вікторович    | 20 квітня 1970  | Україна  | 17       | 2        |
|              | Шищенко Сергій Юрійович        | 13 січня 1976   | Україна  | 1        | 0        |
| Нападники    |                                |                 |          |          |          |
|              | Аджоєв Гурам Захарович         | 18 жовтня 1961  | Україна  | 1        | 0        |
|              | Єфімов Андрій Олександрович    | 18 серпня 1976  | Україна  | 1        | 0        |
|              | Карабута Олександр Петрович    | 3 березня 1974  | Україна  | 26       | 0        |
|              | Колесник Вадим Леонідович      | 12 березня 1967 | Україна  | 28       | 11       |
|              | Призетко Олександр Сергійович  | 31 січня 1971   | Україна  | 22       | 4        |
|              | Пушкуца Віталій Георгійович    | 13 липня 1974   | Україна  | 28       | 6        |
|              | Соловйов Олег Миколайович      | 13 серпня 1973  | Україна  | 12       | 0        |

## «Металург» (Запоріжжя)
Головні тренери: Ігор Надєїн (15 матчів), Яніс Скределіс (15 матчів)
| №            | Футболіст                      | Дата народження   | Країна   | Ігри     | Голи     |
| Воротарі     | Воротарі                       | Воротарі          | Воротарі | Воротарі | Воротарі |
| ------------ | ------------------------------ | ----------------- | -------- | -------- | -------- |
|              | Близнюк Ілля Владіславович     | 28 липня 1973     | Україна  | 15       | 16п      |
|              | Сивуха Юрій Петрович           | 13 січня 1958     | Україна  | 16       | 19п      |
| Захисники    |                                |                   |          |          |          |
|              | Анісімков Віктор Семенович     | 13 травня 1970    | Україна  | 7        | 0        |
|              | Башкиров Сергій Геннадійович   | 11 березня 1959   | Україна  | 3        | 0        |
|              | Долиновський Олег Вікторович   | 21 липня 1971     | Україна  | 4        | 0        |
|              | Ключик Сергій Леонідович       | 27 серпня 1973    | Україна  | 15       | 2        |
|              | Максименко Андрій Юрійович     | 5 червня 1972     | Україна  | 22       | 0        |
|              | Маркін Юрій Володимирович      | 19 січня 1971     | Україна  | 23       | 1        |
|              | Семенов Віталій Іванович       | 27 квітня 1972    | Україна  | 8        | 0        |
|              | Скрипник Віктор Анатолійович   | 19 листопада 1969 | Україна  | 28       | 2        |
|              | Сорокалєт Олександр Іванович   | 16 квітня 1957    | Україна  | 12       | 0        |
| Півзахисники |                                |                   |          |          |          |
|              | Вараксін Кирило Олександрович  | 3 серпня 1974     | Росія    | 8        | 0        |
|              | Вернидуб Юрій Миколайович      | 22 січня 1966     | Україна  | 15       | 0        |
|              | Гуральський Олександр Петрович | 12 вересня 1971   | Україна  | 23       | 5        |
|              | Дуднік Юрій Володимирович      | 26 вересня 1968   | Україна  | 12       | 3        |
|              | Зубков Владислав Вікторович    | 8 квітня 1971     | Україна  | 29       | 0        |
|              | Корпонай Адальберт Тиберійович | 18 квітня 1966    | Україна  | 10       | 0        |
|              | Лучкевич Ігор Валерійович      | 19 листопада 1973 | Україна  | 29       | 0        |
|              | Моргунов Олександр Юрійович    | 29 грудня 1974    | Україна  | 1        | 0        |
|              | Мущинка Анатолій Михайлович    | 19 серпня 1970    | Україна  | 28       | 8        |
|              | Цокур Валерій Іванович         | 6 грудня 1969     | Україна  | 8        | 1        |
| Нападники    |                                |                   |          |          |          |
|              | Антюхін Олексій Володимирович  | 25 листопада 1971 | Україна  | 11       | 2        |
|              | Головань Олег Михайлович       | 21 вересня 1971   | Україна  | 24       | 6        |
|              | Горячилов Євген Юрійович       | 15 січня 1969     | Латвія   | 13       | 2        |
|              | Корпонай Іван Тиберійович      | 13 лютого 1969    | Україна  | 15       | 6        |
|              | Сторчак Василь Валерійович     | 21 червня 1965    | Україна  | 1        | 0        |
|              | Таран Олег Анатолійович        | 11 січня 1960     | Україна  | 1        | 0        |

## «Нива» (Тернопіль)
Головні тренери: Леонід Колтун (15 матчів), Леонід Буряк (15 матчів)
| №            | Футболіст                          | Дата народження   | Країна     | Ігри     | Голи     |
| Воротарі     | Воротарі                           | Воротарі          | Воротарі   | Воротарі | Воротарі |
| ------------ | ---------------------------------- | ----------------- | ---------- | -------- | -------- |
|              | Александров Сергій Леонідович      | 7 грудня 1973     | Росія      | 1        | 1п       |
|              | Богодєлов Вячеслав Павлович        | 7 жовтня 1969     | Україна    | 1        | 1п       |
|              | Тяпушкін Дмитро Альбертович        | 12 серпня 1965    | Україна    | 29       | 23п      |
| Захисники    |                                    |                   |            |          |          |
|              | Біскуп Ігор Іванович               | 11 серпня 1960    | Україна    | 29       | 1        |
|              | Василитчук Андрій Миколайович      | 13 липня 1965     | Україна    | 30       | 0        |
|              | Горошинський Валерій Володимирович | 16 вересня 1964   | Україна    | 28       | 1        |
|              | Грегуль Валентин Миколайович       | 9 грудня 1973     | Україна    | 12       | 0        |
|              | Рудницький Віталій Павлович        | 4 грудня 1964     | Україна    | 21       | 0        |
|              | Тернавський Владислав Михайлович   | 2 травня 1969     | Росія      | 12       | 0        |
|              | Цісельський Ігор Петрович          | 15 лютого 1960    | Україна    | 16       | 0        |
| Півзахисники |                                    |                   |            |          |          |
|              | Бабій Олександр Миколайович        | 9 липня 1968      | Україна    | 30       | 4        |
|              | Бордюг Володимир Миколайович       | 27 листопада 1969 | Україна    | 14       | 1        |
|              | Кудлюк Валерій Ігорович            | 14 квітня 1968    | Україна    | 6        | 1        |
|              | Куліш Юрій Петрович                | 22 серпня 1963    | Росія      | 7        | 0        |
|              | Медвідь В'ячеслав Йосипович        | 20 лютого 1965    | Україна    | 11       | 0        |
|              | Недоростков Вячеслав Валерійович   | 5 липня 1967      | Росія      | 9        | 0        |
|              | Салімов Фанас Нагімович            | 19 лютого 1964    | Казахстан  | 29       | 1        |
|              | Сухенко Віктор Миколайович         | 20 січня 1960     | Україна    | 4        | 0        |
|              | Шумський Віталій Іванович          | 17 травня 1972    | Україна    | 3        | 0        |
| Нападники    |                                    |                   |            |          |          |
|              | Дем'янчук Михайло Михайлович       | 15 листопада 1971 | Україна    | 29       | 3        |
|              | Задворний Ігор Іванович            | 8 березня 1970    | Україна    | 13       | 1        |
|              | Корпонай Іван Тиберійович          | 13 лютого 1969    | Україна    | 9        | 1        |
|              | Лобас Володимир Демидович          | 6 березня 1970    | Україна    | 15       | 1        |
|              | Мочуляк Олег Леонідович            | 27 вересня 1974   | Україна    | 15       | 7        |
|              | Николайчук Матвій Михайлович       | 9 серпня 1974     | Україна    | 7        | 0        |
|              | Фасахов Тагір Рівкатович           | 16 січня 1964     | Киргизстан | 10       | 0        |

## «Таврія» (Сімферополь)
Головний тренер: Анатолій Заяєв
| №            | Футболіст                         | Дата народження   | Країна     | Ігри     | Голи     |
| Воротарі     | Воротарі                          | Воротарі          | Воротарі   | Воротарі | Воротарі |
| ------------ | --------------------------------- | ----------------- | ---------- | -------- | -------- |
|              | Гуленков Дмитро Валентинович      | 22 травня 1968    | Росія      | 4        | 6п       |
|              | Колесов Олег Анатолійович         | 15 лютого 1969    | Україна    | 24       | 30п      |
|              | Левицький Максим Анатолійович     | 26 листопада 1972 | Україна    | 2        | 3п       |
| Захисники    |                                   |                   |            |          |          |
|              | Алібаєв Сефер Енверович           | 5 травня 1968     | Україна    | 18       | 0        |
|              | Волков Ігор Миколайович           | 13 березня 1965   | Україна    | 29       | 0        |
|              | Головко Олександр Борисович       | 6 січня 1972      | Україна    | 29       | 0        |
|              | Драгунов Євген Іванович           | 13 лютого 1964    | Україна    | 12       | 0        |
|              | Пятенко Володимир Миколайович     | 9 вересня 1974    | Україна    | 12       | 0        |
|              | Турчиненко Микола Іванович        | 23 квітня 1961    | Україна    | 27       | 0        |
| Півзахисники |                                   |                   |            |          |          |
|              | Вишняускас Відмантас Вітаутович   | 15 вересня 1969   | Литва      | 11       | 0        |
|              | Воронежський Сергій Петрович      | 25 червня 1967    | Україна    | 13       | 0        |
|              | Гетіков Юрій Олексійович          | 19 червня 1971    | Росія      | 14       | 0        |
|              | Гудименко Юрій Аркадійович        | 10 березня 1966   | Росія      | 4        | 1        |
|              | Дзюбенко Геннадій Ігорович        | 21 вересня 1970   | Росія      | 14       | 0        |
|              | Єсін Сергій Олександрович         | 2 квітня 1975     | Україна    | 9        | 0        |
|              | Ішмірзаєв Садріддін Саідмуратович | 5 серпня 1971     | Узбекистан | 10       | 0        |
|              | Новіков Владислав Михайлович      | 6 вересня 1971    | Росія      | 12       | 1        |
|              | Опарін Андрій Станіславович       | 27 травня 1968    | Україна    | 29       | 2        |
|              | Пархоменко Андрій Вікторович      | 27 грудня 1971    | Україна    | 3        | 0        |
|              | Росляков Андрій Вячеславович      | 25 серпня 1969    | Україна    | 14       | 0        |
|              | Фенін Юрій Анатолійович           | 28 березня 1977   | Україна    | 5        | 0        |
|              | Шевченко Сергій Якович            | 15 травня 1960    | Україна    | 21       | 8        |
|              | Шерабоков Сергій Олексійович      | 15 травня 1972    | Україна    | 2        | 0        |
| Нападники    |                                   |                   |            |          |          |
|              | Андреєв Сергій Миколайович        | 14 вересня 1970   | Узбекистан | 12       | 0        |
|              | Гайдаш Олександр Миколайович      | 7 серпня 1967     | Україна    | 19       | 6        |
|              | Духновський Ігор Олександрович    | 17 травня 1972    | Україна    | 12       | 0        |
|              | Полстянов Сергій Миколайович      | 12 квітня 1967    | Росія      | 9        | 1        |
|              | Шейхаметов Толят Абдулганієвич    | 24 квітня 1966    | Україна    | 29       | 11       |

## «Торпедо» (Запоріжжя)
Головні тренери: Євген Лемешко (21 матч), Віктор Матвієнко (9 матчів)
| №            | Футболіст                        | Дата народження   | Країна     | Ігри     | Голи     |
| Воротарі     | Воротарі                         | Воротарі          | Воротарі   | Воротарі | Воротарі |
| ------------ | -------------------------------- | ----------------- | ---------- | -------- | -------- |
|              | Коваленко Олександр Анатолійович | 5 вересня 1971    | Україна    | 6        | 4п       |
|              | Моісеєв Ігор Олександрович       | 16 травня 1964    | Україна    | 14       | 19п      |
|              | Ногін Олександр Васильович       | 10 грудня 1970    | Україна    | 10       | 17п      |
| Захисники    |                                  |                   |            |          |          |
|              | Бондаренко Олександр Миколайович | 29 червня 1966    | Україна    | 12       | 0        |
|              | Бурхан Кирило Юрійович           | 26 грудня 1976    | Україна    | 0        | 0        |
|              | Войтюк Олександр Ростиславович   | 5 січня 1965      | Україна    | 15       | 0        |
|              | Зайцев Сергій Ларіонович         | 13 квітня 1973    | Україна    | 3        | 0        |
|              | Ланцфер Ярослав Йосипович        | 28 жовтня 1966    | Україна    | 13       | 1        |
|              | Нефедов Олександр Миколайович    | 28 грудня 1966    | Україна    | 28       | 0        |
|              | Сидоркін Вячеслав Євгенович      | 1 лютого 1970     | Україна    | 3        | 0        |
|              | Соболь Олександр Іванович        | 19 січня 1968     | Україна    | 7        | 0        |
|              | Узаков Руслан Яркулович          | 6 березня 1967    | Узбекистан | 26       | 0        |
|              | Черкун Ігор Валентинович         | 17 лютого 1965    | Україна    | 30       | 0        |
| Півзахисники |                                  |                   |            |          |          |
|              | Бакалов Юрій Михайлович          | 16 січня 1966     | Україна    | 22       | 2        |
|              | Волков Олександр Миколайович     | 10 лютого 1961    | Україна    | 15       | 0        |
|              | Єсипов Олександр Геннадійович    | 14 вересня 1965   | Україна    | 11       | 2        |
|              | Зелінський Сергій Леонідович     | 20 січня 1972     | Україна    | 10       | 0        |
|              | Марєєв Андрій Олексійович        | 18 лютого 1966    | Україна    | 16       | 0        |
|              | Матюха Андрій Володимирович      | 13 березня 1965   | Україна    | 12       | 0        |
|              | Машнін Валерій Олексійович       | 3 липня 1958      | Україна    | 14       | 1        |
|              | Овчаренко Ігор Вячеславович      | 27 грудня 1965    | Україна    | 3        | 0        |
|              | Ралюченко Сергій Петрович        | 13 листопада 1962 | Україна    | 15       | 6        |
|              | Савченко Сергій Вікторович       | 10 серпня 1966    | Україна    | 6        | 1        |
|              | Ткачук Валерій Андрійович        | 18 вересня 1963   | Україна    | 10       | 1        |
|              | Цюра Валерій Вікторович          | 13 липня 1970     | Україна    | 7        | 0        |
|              | Яловський Віктор Михайлович      | 1 серпня 1965     | Україна    | 13       | 1        |
| Нападники    |                                  |                   |            |          |          |
|              | Бондаренко Роман Дмитрійович     | 14 серпня 1966    | Україна    | 30       | 10       |
|              | Бурхан Євген Юрійович            | 27 травня 1971    | Україна    | 8        | 1        |
|              | Горобець Дмитро Іванович         | 10 серпня 1974    | Україна    | 4        | 0        |
|              | Жигулін Спартак Володимирович    | 25 травня 1971    | Україна    | 4        | 0        |
|              | Заєць Олександр Леонідович       | 23 березня 1962   | Україна    | 21       | 4        |
|              | Зайченко Юрій Володимирович      | 21 березня 1973   | Україна    | 7        | 1        |
|              | Іванов Олександр Михайлович      | 23 листопада 1965 | Україна    | 4        | 1        |
|              | Рахаєв Ігор Володимирович        | 26 травня 1973    | Україна    | 13       | 0        |

## «Чорноморець» (Одеса)
Головний тренер: Віктор Прокопенко
| №            | Футболіст                        | Дата народження | Країна   | Ігри     | Голи     |
| Воротарі     | Воротарі                         | Воротарі        | Воротарі | Воротарі | Воротарі |
| ------------ | -------------------------------- | --------------- | -------- | -------- | -------- |
|              | Суслов Олег Анатолійович         | 2 січня 1969    | Україна  | 30       | 31п      |
| Захисники    |                                  |                 |          |          |          |
|              | Бондаренко Олександр Миколайович | 29 червня 1966  | Україна  | 13       | 0        |
|              | Букель Юрій Олександрович        | 22 червня 1971  | Україна  | 29       | 0        |
|              | Воронежський Сергій Петрович     | 25 червня 1967  | Україна  | 8        | 0        |
|              | Никифоров Юрій Валерійович       | 16 вересня 1970 | Україна  | 11       | 1        |
|              | Парфьонов Дмитро Володимирович   | 11 вересня 1974 | Україна  | 28       | 0        |
|              | Процюк Сергій Анатолійович       | 7 лютого 1963   | Україна  | 14       | 0        |
|              | Скиш Віталій Володимирович       | 23 серпня 1971  | Україна  | 12       | 2        |
|              | Телесненко Андрій Васильович     | 12 квітня 1966  | Україна  | 3        | 1        |
| Півзахисники |                                  |                 |          |          |          |
|              | Єремеєв Вячеслав Миколайович     | 29 березня 1970 | Україна  | 7        | 0        |
|              | Кошелюк Олег Борисович           | 7 вересня 1969  | Україна  | 30       | 6        |
|              | Кулик Костянтин Анатолійович     | 14 червня 1970  | Україна  | 23       | 4        |
|              | Лозовський Андрій Миколайович    | 31 січня 1973   | Україна  | 11       | 1        |
|              | Никифоров Олександр Валерійович  | 18 жовтня 1967  | Україна  | 17       | 0        |
|              | Романчук Руслан Володимирович    | 12 жовтня 1974  | Україна  | 17       | 0        |
|              | Сак Юрій Миколайович             | 3 січня 1967    | Україна  | 29       | 0        |
|              | Цимбалар Ілля Володимирович      | 17 червня 1969  | Україна  | 14       | 1        |
|              | Яблонський Віктор Вікторович     | 6 січня 1970    | Україна  | 17       | 1        |
| Нападники    |                                  |                 |          |          |          |
|              | Гусєв Сергій Євгенійович         | 1 липня 1967    | Україна  | 29       | 17       |
|              | Лебідь Володимир Анатолійович    | 17 серпня 1973  | Україна  | 26       | 3        |
|              | Парахневич Віталій Валерійович   | 4 травня 1969   | Україна  | 8        | 2        |
|              | Щербаков Олександр Іванович      | 31 липня 1960   | Україна  | 10       | 4        |

## «Шахтар» (Донецьк)
Головний тренер: Валерій Яремченко
| №            | Футболіст                    | Дата народження | Країна   | Ігри     | Голи     |
| Воротарі     | Воротарі                     | Воротарі        | Воротарі | Воротарі | Воротарі |
| ------------ | ---------------------------- | --------------- | -------- | -------- | -------- |
|              | Кураєв Андрій Вадимович      | 19 грудня 1972  | Україна  | 6        | 6п       |
|              | Шутков Дмитро Анатолійович   | 3 квітня 1972   | Україна  | 24       | 26п      |
| Захисники    |                              |                 |          |          |          |
|              | Драгунов Євген Іванович      | 13 лютого 1964  | Україна  | 15       | 2        |
|              | Коваль Олександр Миколайович | 3 травня 1974   | Україна  | 21       | 1        |
|              | Мартюк Олександр Леонідович  | 24 липня 1972   | Україна  | 10       | 0        |
|              | Попов Сергій Олександрович   | 22 квітня 1971  | Україна  | 24       | 4        |
|              | Смігунов Віктор Іванович     | 28 січня 1962   | Україна  | 30       | 1        |
| Півзахисники |                              |                 |          |          |          |
|              | Бєліченко Юрій Олександрович | 13 грудня 1964  | Україна  | 13       | 1        |
|              | Купцов Андрій Сергійович     | 23 січня 1971   | Україна  | 15       | 0        |
|              | Леонов Ігор Іванович         | 14 вересня 1967 | Україна  | 14       | 0        |
|              | Матвєєв Олег Юрійович        | 18 серпня 1970  | Україна  | 27       | 11       |
|              | Онопко Сергій Савелійович    | 26 жовтня 1973  | Україна  | 26       | 3        |
|              | Орбу Геннадій Григорович     | 23 липня 1970   | Україна  | 18       | 0        |
|              | Погодін Сергій Анатолійович  | 29 квітня 1968  | Україна  | 10       | 2        |
|              | Фокін Юрій Тенгісович        | 3 січня 1966    | Україна  | 28       | 2        |
|              | Ященко Сергій Володимирович  | 28 червня 1959  | Україна  | 28       | 0        |
| Нападники    |                              |                 |          |          |          |
|              | Ателькін Сергій Валерійович  | 8 січня 1972    | Україна  | 29       | 11       |
|              | Кривенцов Валерій Сергійович | 31 липня 1973   | Україна  | 26       | 2        |
|              | Манько Євген Валентинович    | 14 жовтня 1971  | Україна  | 4        | 0        |
|              | Столовицький Ігор Михайлович | 29 серпня 1969  | Україна  | 29       | 3        |